# Nicolaea dolium
Nicolaea dolium is een vlinder uit de familie van de Lycaenidae. De wetenschappelijke naam van de soort werd als Thecla dolium in 1907 gepubliceerd door Hamilton Herbert Druce.